# Trakostyán
Trakostyán (horvátul: Trakošćan) falu Horvátországban Varasd megyében. Közigazgatásilag Bednjához tartozik.

## Fekvése
Ivanectől 20 km-re északnyugatra, távol a sűrűn lakott területektől, a Zagorje területén, a Macelj, a Ravna gora és a Strahinjčica hegyek között fekszik. A várkastély egy kúp formájú dombra épült, melyet gazdag növényzetű park együttes és egy tó vesz körül. Ez a táj egyben természetvédelmi terület is.

## Nevének eredete
A hagyomány szerint a vár egy ókori erődítményről arx Thacorumról kapta a nevét, mások szerint Drachenstein lovagjairól, akik a kora középkorban ellenőrzésük alatt tartották a vidéket.

## Története
A 13. században, mint megfigyelő erőd a zagorjei grófság védelme érdekében készült. Az első századokban Trakostyánt és környékét egy számunkra ismeretlen főúri család birtokolta. Először 1394-ben említik, amikor Cillei Hermann kapta adományul. A vár az északnyugat-horvátországi várrendszer része és a középkorban a Ptuj felől Bednja völgyében haladó utat tartotta szemmel. 1456-ig, a család kihalásáig, a Cilleiek birtoka. E nemzetiség kihalása után Trakostyán is osztozott a többi vár és birtok sorsában. Birtokaik feloszlottak, többszörösen gazdát cseréltek. A vár először Vitovec János hadvezéré, majd Corvin Jánosé lett, aki Gyulay Jánosnak adta. A Gyulayak három nemzedéken át birtokolták és sokat építettek is rajta, de 1566-ban kihaltak és a birtok a császárra szállt. I. Miksa császár szolgálataiért Draskovich Györgynek, horvát bánnak adta. Ezt követően a Draskovichok többször átépítették.
Ekkor emelték a nyugati bástyát, mely már alkalmas volt az erődítmény ágyúkkal és tűzfegyverekkel való hatékony védelmére is. Az itt elhelyezett címer és a felirat bizonyítják, hogy Draskovich II. János és Péter 1592-ben építtették. A várkastély, mint arról egy 1667-ből származó rajz is tanúskodik már ekkor megkapta napjainkig megőrzött formáját. Amikor azonban a család többi zagorjei birtokai virágzásnak indultak a Draskovichok 18. században elhagyták és a vár enyészetnek indult. Ezután már főként csak katonaság tartózkodott benne. A 19. század közepén a főúri családok egy részében újra divatba jött a romantika, a családi hagyományok felélesztése és a régi épületek felújítása. Ekkor 1840 és 1862 között Draskovich V. György a várat romantikus várkastéllyá építtette át és köréje díszes parkot építtetett. 1944-ben a család Ausztriába menekült és a várkastély állami tulajdon lett. 1953-ban állandó kiállítás nyílt benne.
A falunak 1857-ben 27, 1910-ben 44 lakosa volt. A trianoni békeszerződésig Varasd vármegye Ivaneci járásához tartozott. 2001-ben 7 háztartása és 21 lakosa volt.

## Nevezetességei
- A várkastély[2] II. világháború végét elhanyagoltan, de komolyabb károsodások nélkül és nagyrészt eredeti berendezéssel vészelte át. Az összes zagorjei kastély közül ez őrizte meg a legjobban az uralkodó központ és főnemesi birtok szellemét. A várkastély berendezése 1952-től időszakonként történik. A helyiségek közül kiemelkedik a vadász-, a vitézterem és a zeneszalon, valamint Erdődy Draskovich Julianana festőnő műterme. Külön említést érdemel a fegyvergyűjtemény, mely több teremben kapott helyet. A vár eredeti megőrzött bútorzata közül a legértékesebb gyűjtemény 19. századi, mely külön rendelésre készült a felújított kastély berendezésére. Ezen bútorok némelyike családi címerrel van ellátva. Mindezek mellett ki kell emelni a 18. század festészetét bemutató arcképgyűjteményt, mely Draskovich tisztjeit ábrázolja, akik részt vettek a "hétéves háborúban", valamint a térség legismertebb biedermeier festője, Michael Stoy allegorikus ciklusa "A négy kontinens".
- A vártól délkeletre álló Szent Kereszt-kápolnát a 18. század közepén építették klasszicizáló barokk stílusban. A kápolnában vasárnaponként tartanak istentiszteletet.

- Trakostyán az egyik legszebben kialakított és gondozott parkegyüttes, érdekes hangulattal és szép kilátással, mely az érintetlen természet páratlan élményét nyújtja.

- Trakostyán vára
- A vár egyik terme
- A Draskovich család címere a várban
- A vár melletti tó